# Francisco Miranda
Francisco Miranda Concha (Madrid, 1869 - Barcelona, 1950) fou un sindicalista i militant de la CNT a Barcelona. Treballà primer com a moliner i després com a enquadernador, i era fillastre d'Anselmo Lorenzo Asperilla. Militant de la CRTC, el 1904 formà part del Centre Obrer d'Estudis Socials presidint-ne el Comitè Antimilitarista.
Participà activament en la vaga general que va precedir als fets de la Setmana Tràgica de 1909, de tal manera que alguns historiadors el consideren l'autèntic dirigent a l'ombra. Juntament amb Jaume Aragó i Garcia va organitzar un grup a la Rambla que intentà assaltar la comissaria. Aconseguí escapar al setge policial i marxà a l'estranger. Va ser empresonat cinc dies després de la clausura del Primer Congrés de la CNT (16 de setembre de 1911) i quan la CNT fou il·legalitzada (1913-1914) va formar part de la comissió clandestina de la CRTC que intentava reorganitzar-la.
Va assistir al Congrés Internacional de la Pau celebrat a Ferrol el maig de 1915, i a la tardor de 1915 va ser elegit secretari ajudant en el primer comitè de la CNT celebrat en la legalitat. Va exercir de secretari general del CRTC des de mitjans de 1916 fins que es va fer càrrec de la secretaria general de la CNT el març de 1917. Va formar part del comitè de la vaga general revolucionària de l'agost de 1917, per la qual cosa fou empresonat amb Ángel Pestaña i Salvador Seguí. El juliol de 1918 deixà la secretaria general en mans d'Evelio Boal.
Fou novament empresonat el gener de 1919 al començament de la vaga de la Canadenca, i fou tancat al vaixell Pelayo al port de Barcelona. El dia 19 de març participà en el míting a la plaça de toros de Les Arenes proposant en nom dels presos l'acabament de la vaga. El mes de febrer de 1921 fou novament detingut i va estar empresonat gairebé dos anys.